# La noche de Rober
La noche de Rober fue un programa de entretenimiento presentado por Roberto Vilar y producido por Shine Iberia. Se estrenó en Antena 3 el 11 de mayo de 2018 y se emitió los viernes a las 22:10 hasta el 15 de junio del mismo año.

## Formato
Se trata de un programa de entrevistas, siempre desde el humor y con la colaboración de cómicos y monologuistas.

El 31 de mayo se paralizaron las grabaciones del programa por baja audiencia a la espera de saber si remonta con las entregas ya grabadas.

## Equipo técnico

### Producción
- Shine Iberia

### Música
- (2018) Isa B

### Presentador
- (2018) Roberto Vilar

### Colaboradores habituales
- (2018) José Corbacho
- (2018) Silvia Abril
- (2018) Anna Simon
- (2018) Leo Harlem

### Colaboradores ocasionales
- (2018) Edu Soto
- (2018) J.J. Vaquero
- (2018) Luis Lara

## Audiencias

### Temporada 1 (2018)
| Programa | Fecha      | Invitados                                 | Espectadores | Share | Ref   |
| -------- | ---------- | ----------------------------------------- | ------------ | ----- | ----- |
| 01       | 11/05/2018 | Amaia Romero, Alfred García y Dani Martín | 1 798 000    | 11,6% | [ 4 ] |
| 02       | 18/05/2018 | Lolita Flores, José Mota y Chenoa         | 1 409 000    | 8,8%  | [ 5 ] |
| 03       | 25/05/2018 | Mariló Montero y Pepe Rodríguez           | 1 215 000    | 8,1%  | [ 6 ] |
| 04       | 01/06/2018 | Cristina Pedroche y Jesulín de Ubrique    | 1 348 000    | 9,3%  | [ 7 ] |
| 05       | 08/06/2018 | Rosa López y Julio José Iglesias          | 1 193 000    | 8,3%  | [ 8 ] |
| 06       | 15/06/2018 | Eva González y Santiago Segura            | 1 068 000    | 7,7%  | [ 9 ] |

## Audiencia media de todas las temporadas
Estas han sido las audiencias de las temporadas del programa La noche de Rober:
| Edición                               | Fecha | Cadena   | Episodios | Espectadores | Cuota |
| ------------------------------------- | ----- | -------- | --------- | ------------ | ----- |
| La noche de Rober (Primera temporada) | 2018  | Antena 3 | 6         | 1 338 000    | 9,0%  |